# Застіноче
Застіно́че — село в Україні, у Теребовлянській міській громаді Тернопільського району Тернопільської області. Від 2015 у складі Теребовлянської міської громади. Населення становить 464 особи (станом на 2015 рік).

## Георгафія
Розташоване на річці Серет. На північно-східній околиці села розташоване Застіноцьке родовище пісковику.

## Історія
Поблизу села виявлено археологічні пам'ятки трипільської культури.
Перша писемна згадка — 1471 рік.
Діяли товариства «Просвіта», «Сокіл», «Луг», «Рідна школа», «Сільський господар».

Застіноче на мапі 1910 року

Вузькоколійкою Застіноче-Кровинка (розібрана під час 2-ї світової війни) із села вивозили червоний камінь-пісковик, в основному відомий як «теребовлянський».
1 серпня 1934 року в рамках реформи на підставі нового закону про самоуправління (23 березня 1933 року) увійшло до нової сільської гміни Трембовля (Теребовлянський повіт Тернопільського воєводства).
12 червня 2020 року, відповідно до розпорядження Кабінету Міністрів України № 724-р «Про визначення адміністративних центрів та затвердження територій територіальних громад Тернопільської області» увійшло до складу Теребовлянської міської громади.
19 липня 2020 року, в результаті адміністративно-територіальної реформи та ліквідації Теребовлянського району, село увійшло до складу Тернопільського району.

## Населення

### Мова
Розподіл населення за рідною мовою за даними перепису 2001 року:
| Мова       | Кількість | Відсоток |
| ---------- | --------- | -------- |
| українська | 486       | 99.39%   |
| російська  | 3         | 0.61%    |
| Усього     | 489       | 100%     |

## Поширені прізвища
Витвицький, Красодембський, Куліковський, Чайковський.

## Політика

### Парламентські вибори, 2019
На позачергових парламентських виборах 2019 року у селі функціонувала окрема виборча дільниця № 610854, розташована у приміщенні школи.
Результати
- зареєстровано 356 виборців, явка 58,99%, найбільше голосів віддано за «Слугу народу» — 48,78%, за Всеукраїнське об'єднання «Батьківщина» — 13,17%, за Радикальну партію Олега Ляшка — 9,76%.[6] В одномандатному окрузі найбільше голосів отримав Ігор Сопель (Слуга народу) — 37,38%, за Олега Вітвіцького (Голос) — 26,21%, за Аллу Стечишин (самовисування) — 9,22%[7].

## Пам'ятки
- церква Святого Миколая (1894; від 1957 у храмі був склад крамниці, від 1978 р. — музей атеїзму; 1989 р. відновлено церкву УАПЦ);
- церква Святого Миколая Чудотворця (2005, мурована, УГКЦ);
- дзвіниця (1991 р. встановлено дзвони, що пролежали в землі від 1943).
- старовинний костел — пам'ятка архітектури.

## Пам'ятники
- Насипана символічна могила УСС (1995).
- пам'ятник Незалежності України.

## Промисловість
- Каменообробний кар'єр.

## Відомі люди

### Народилися
- Володимир Краснодемський (нар. 1953) — український журналіст, публіцист.
- Йосип Побережний (1941–1994) — український церковний діяч.
- Остап Побережний (1941–1994) — український фізик.
- Сирота Іван — український військовик, учасник російсько-української війни[8].

### Перебували
- Андрій Куликівський (1925-2017) — український вчений-медик і громадський діяч.

## Галерея

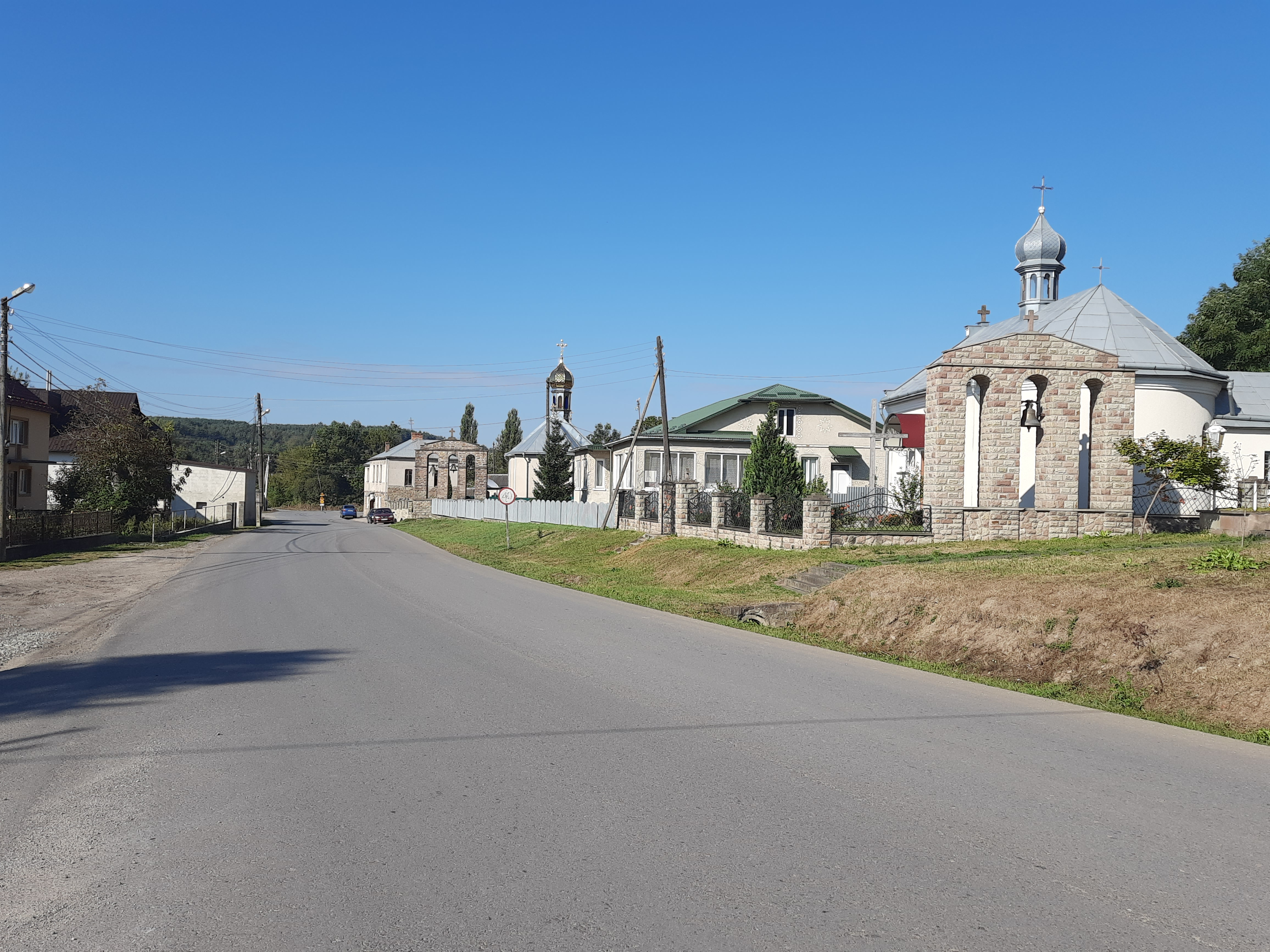
Центр села
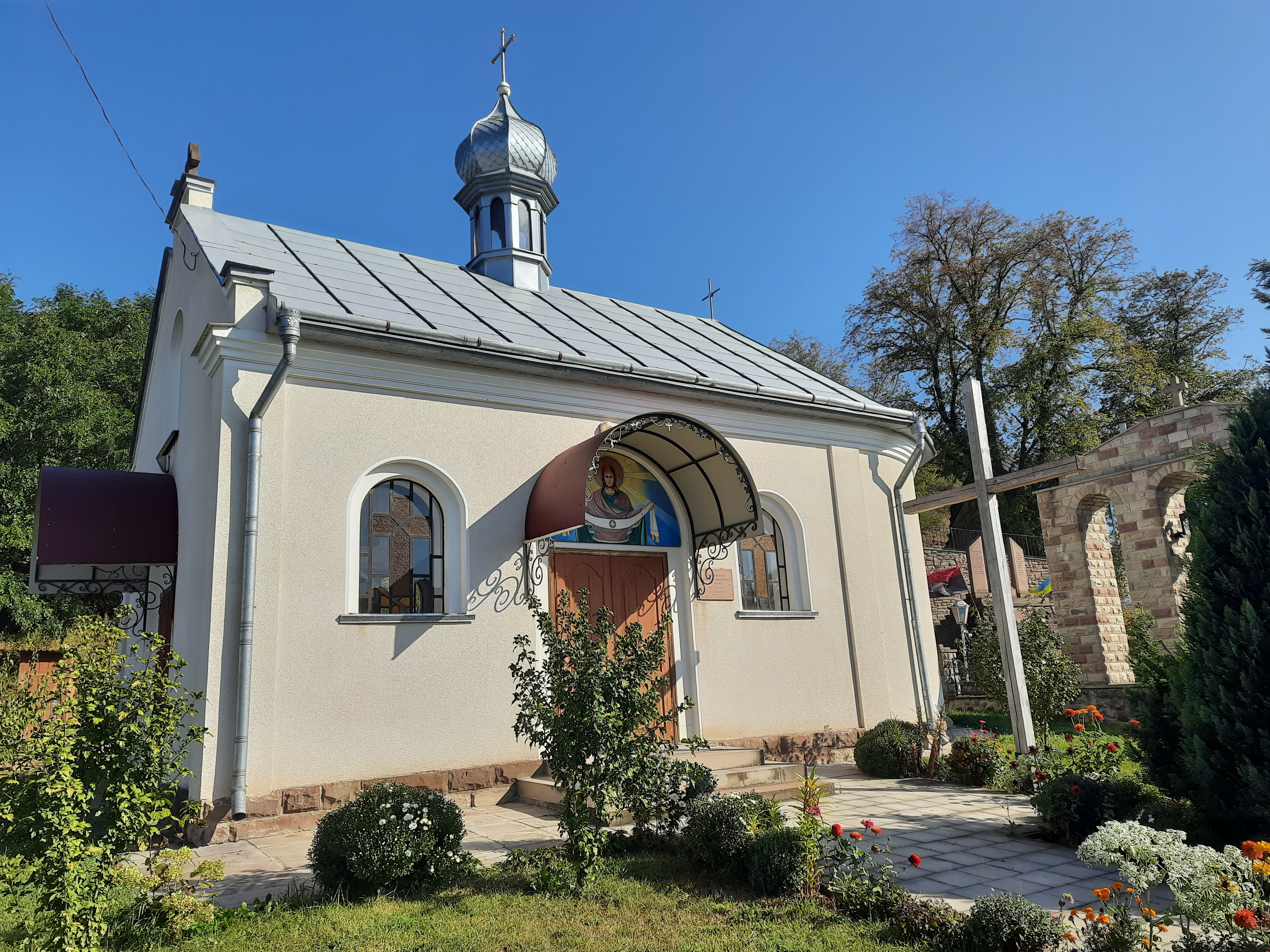
Церква Святого Миколая (1894)
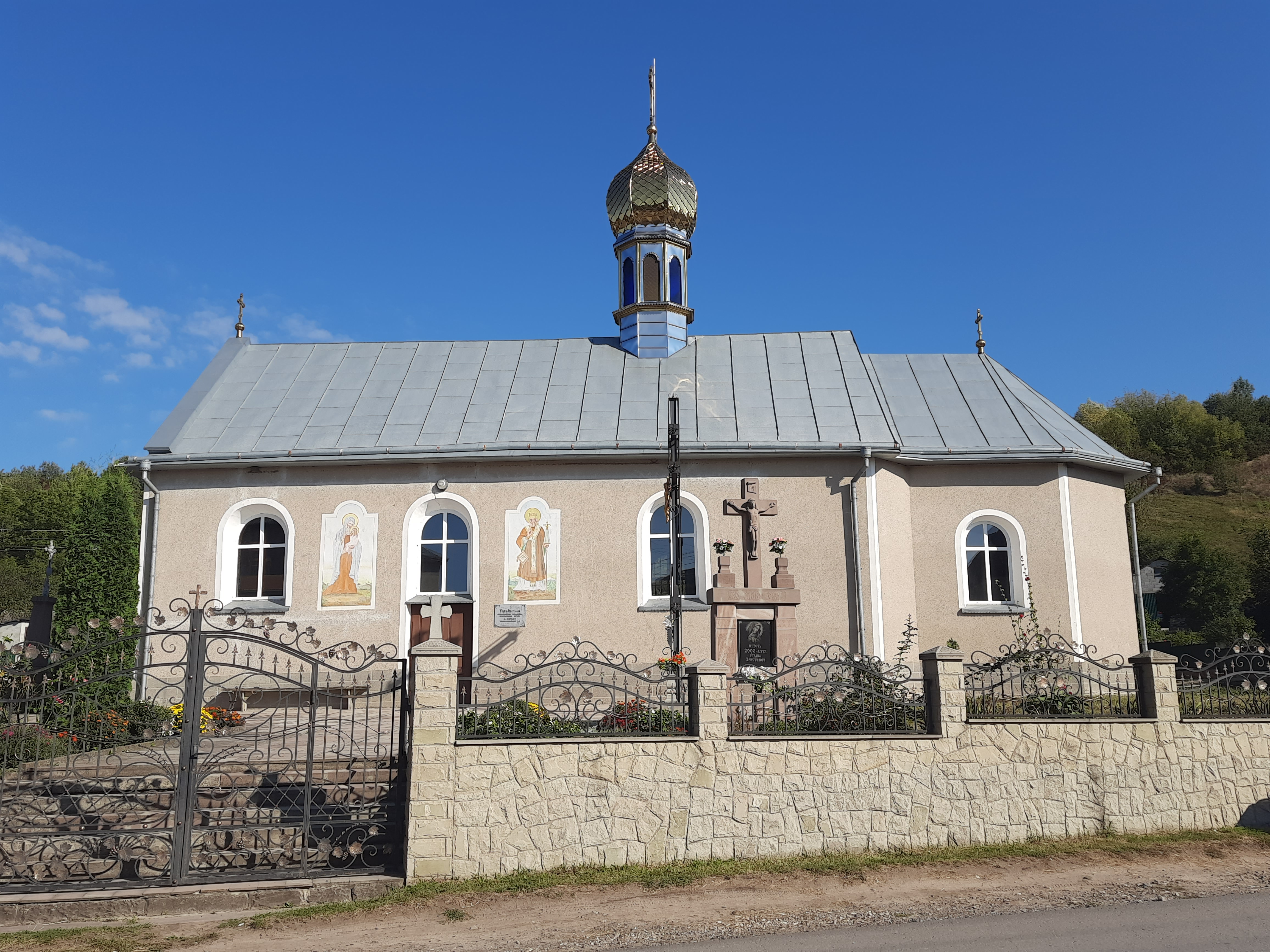
Церква Святого Миколая Чудотворця (2005)
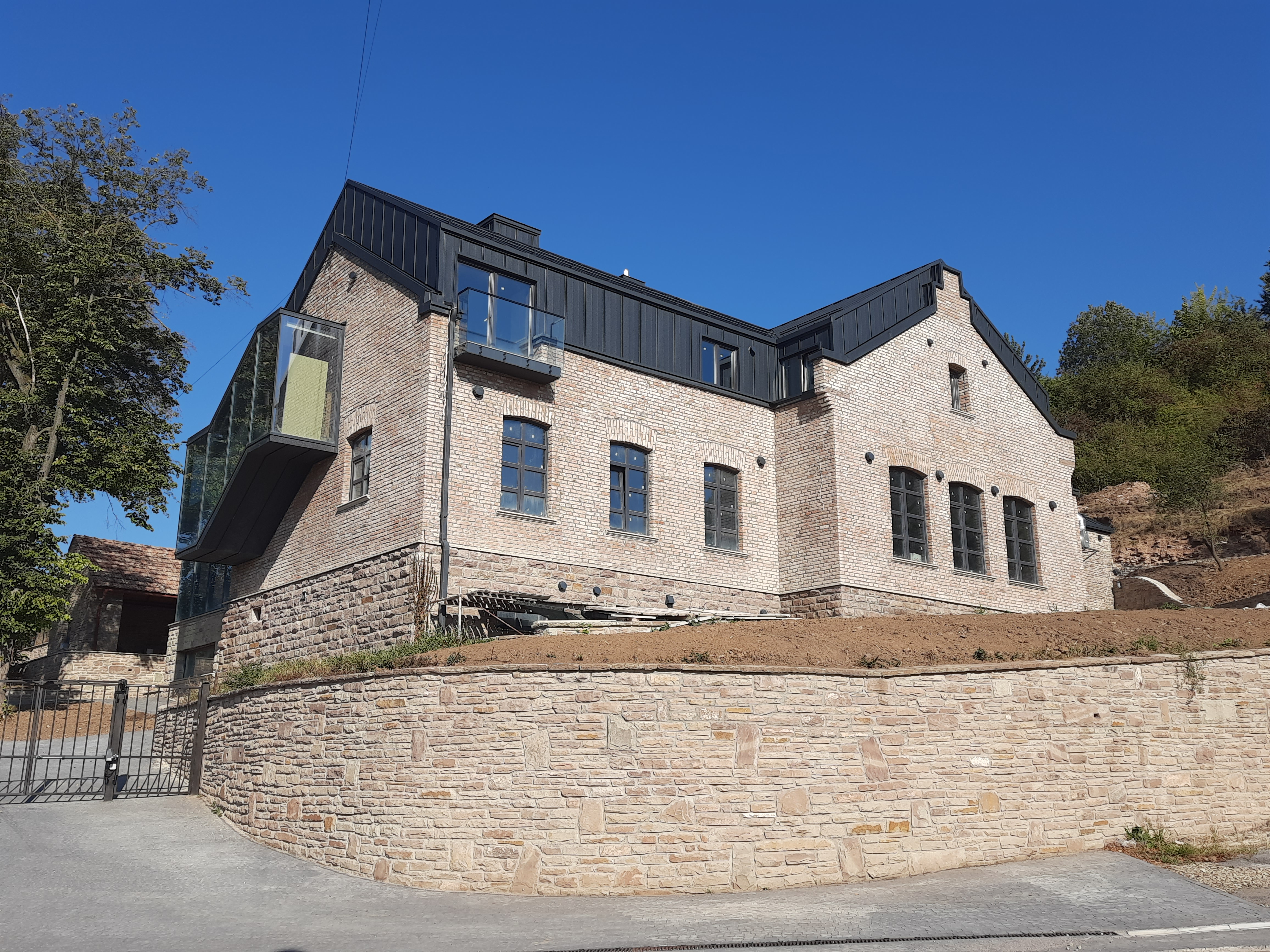
Будинок колишньої канцелярії каменоломні.
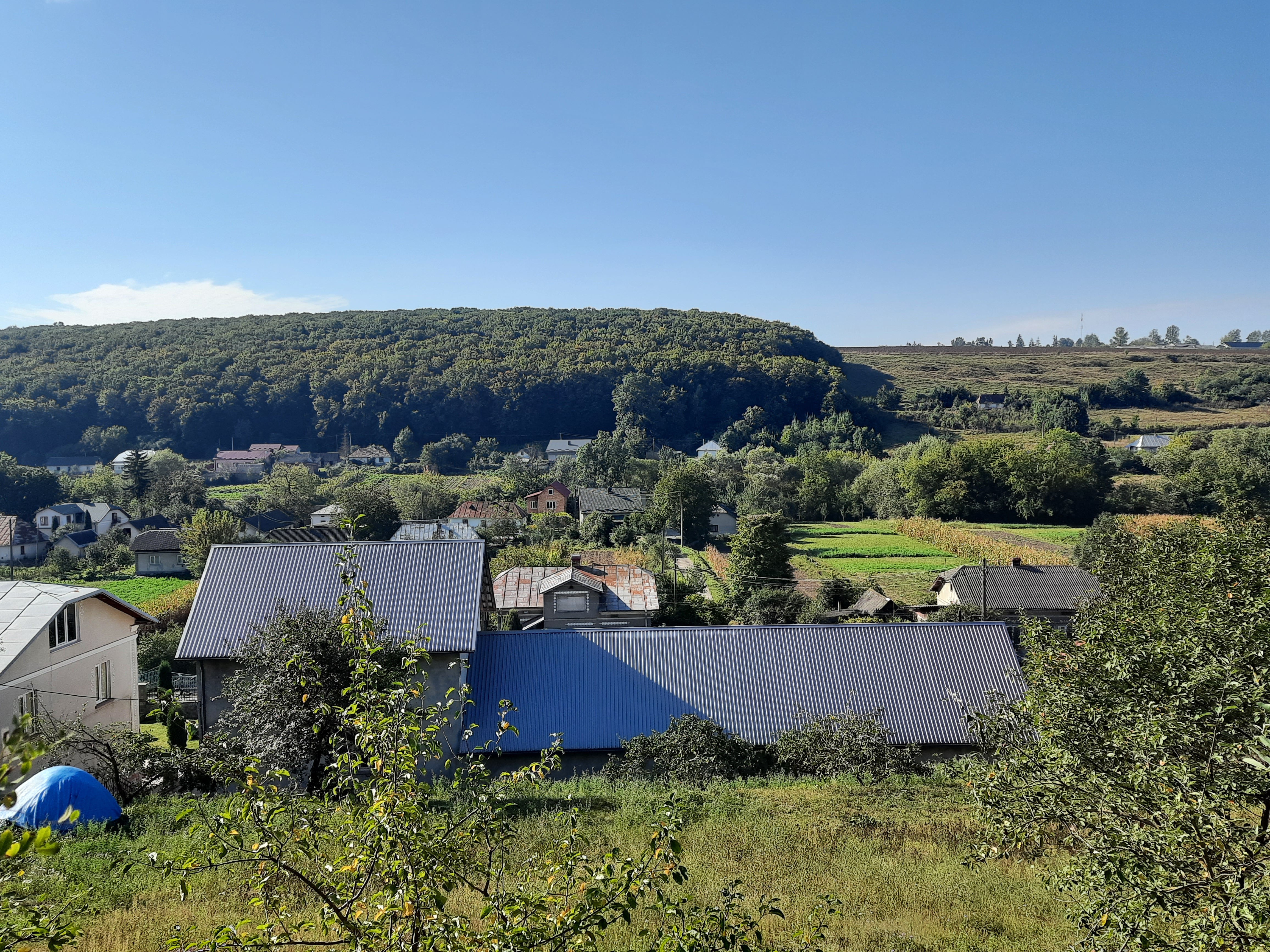
Сільський краєвид